# 柳亭市馬 (4代目)
四代目 柳亭 市馬（りゅうてい いちば、1961年12月6日 - ）は、落語協会所属の落語家、同協会顧問・第11代会長（在職：2014年 - 2024年）、歌手。本名∶右藤 泰幸。大分県豊後大野市緒方町出身。出囃子は「吾妻八景」。紋は「丸に花菱」。

## 経歴
1980年3月、大分県立竹田高等学校卒業後五代目柳家小さんに入門。前座名「小幸」。初高座は、1981年4月1日、池袋演芸場において、「道灌」であった。
1984年5月に春風亭勢朝と共に二ツ目昇進、「柳家さん好」と改名。
1993年9月に古今亭菊寿、入船亭扇海、柳家喜多八、三遊亭若圓歌、柳家さん生、三代目入船亭扇蔵、柳家はん治、全亭武生、古今亭志ん上と共に真打昇進。四代目（八代目）柳亭市馬を襲名。
2008年7月に「山のあな あな ねぇあなた」（ポニーキャニオン）で歌手デビュー。
2010年に落語協会理事となり、12月の落語協会理事会において副会長に決定。翌2011年に副会長に就任した。
2014年6月に落語協会理事会において、2期4年で退いた前会長の十代目柳家小三治の後を受けて、落語協会第11代会長に就任。就任当時52歳の年齢は協会史上最年少での会長就任となった。
2024年6月、5期10年の会長任期満了により、落語協会会長を退任（後任は柳家さん喬）。同協会顧問に就く。
2025年4月、紫綬褒章を受章することが発表された。

## 芸歴
- 1980年3月 - 五代目柳家小さんに入門。
- 1981年4月 - 前座となる、前座名「小幸」。
- 1984年5月 - 二ツ目昇進、「さん好」と改名。
- 1993年9月 - 真打昇進、「四代目柳亭市馬」を襲名。

## 役職
- 2010年 - 2011年：落語協会理事
- 2011年 - 2014年：落語協会副会長
- 2014年 - 2024年：落語協会会長
- 2024年 - ：落語協会顧問

## 人物
柳派の正統派落語保守本流として確固たる地位を築く。仲間内では（落語関連の）雑学王と呼ばれるほど、ネタに関する由来やこぼれ話等を知っている。
趣味は、流行歌を聴き、歌うこと、芝居とくに歌舞伎見物。
また、美声の持ち主で、プロの歌手でもある（社団法人日本歌手協会会員）。音曲ネタ（「掛取万歳」など）を得意とし、相撲甚句などを披露する。また高座の余興で歌笑を披露したりする。職業柄、歌謡曲や民謡、浪曲や演歌などを披露することが多いが一番好きなジャンルとして洋楽を挙げており、ジャンルに捕われず歌いこなせるようではないと歌が上手とは言えないという持論を展開している。特にマライア・キャリーやマイケル・ジャクソンの歌をプライベートでは好む傾向があり、マライアの代表曲である『恋人たちのクリスマス』は市馬自身の出囃子にと検討したほどであった。また、邦楽では浪曲などの他に布袋寅泰や吉川晃司、氷室京介、THE ALFEE、CHAGE and ASKAの歌も好んでおり、好きな曲のジャンルは多種多様である。
2010年12月、落語協会理事会にて2011年からの副会長就任が決まり、兄弟子である十代目柳家小三治が会長として率いる落語協会を幹部として支えていくことになった。副会長就任決定の時点で49歳というのは歴代の副会長を見渡しても異例の若さであり、人事と香盤は直接連動しないにせよ大抜擢として話題となった。
2014年6月には柳家小三治の後任として落語協会会長を引き継いだ。その後、現在の協会会則では上限となる5期10年会長職を務め、2024年6月26日付で顧問に就任。

## 逸話
師匠の小さん同様、若い頃から剣道をたしなんでいる。これに絡み、「剣道をやっていたから弟子になれた」「師匠が『稽古をつけるぞ』と言ったので（落語の稽古だと思い込み）浴衣を着て稽古場で待っていると、師匠が剣道の胴着を着て現れた」というネタがある。
大分県の出身であったため、雪にはほぼ無縁であったが、兄弟子に当たる柳家小三治に率いられて半ば強引にスキーに参加させられた。後にスキーインストラクターになる小三治の長男に徹底的に指導を受けて、腕前は上達した。小三治は参加したメンバーをビデオで撮影していて、夜に上演会を開いて滑り方の批評を行ったりしていたという。
2013年（平成25年）に放送された「人生、成り行き 天才落語家・立川談志 ここにあり」で、実の師である柳家小さんを演じている。これは談志の愛弟子である立川志らくの「落語家は落語家が演じるのがよい。演技力ではなく、心意気で演じることができる」というアイデアによるもの。若かりし頃の談志（小出恵介）を戒める役柄は、志らくの周囲の落語家では一番評判がよかったという。
同じ柳派一門の柳家喬太郎とは仲がよく、落語会でもしばしば二人会を開いており、テレビでの共演もある。
また、弟弟子で小さんの孫である柳家花緑とは自身が小幸として前座修行をしていた頃からの付き合いで、忘れ物の多かった小学生時代の花緑の荷物を届けにしばしば学校まで足を運んだという逸話がある。

## 賞詞
- 平成3年度：にっかん飛切落語会(日刊スポーツ新聞社主催)　「若手落語家奨励賞」
- 平成5年度：にっかん飛切落語会(日刊スポーツ新聞社主催)　「若手落語家奨励賞」
- 平成7年度：国立演芸場花形演芸大賞
- 令和2年度：第71回芸術選奨文部科学大臣賞[11]
- 令和7年度：紫綬褒章[5]

## 演目
- 「青菜」
- 「うどん屋」
- 「お化け長屋」
- 「御神酒徳利」
- 「掛取万歳」（「掛取美智也」）
- 「笠碁」
- 「堪忍袋」
- 「黄金餅」
- 「三十石」
- 「高砂や」
- 「富久」
- 「二十四孝」
- 「花筏」
- 「味噌蔵」

## 著書
- 『柳亭市馬の懐メロ人生50年』（白夜書房） 2011年12月 ISBN 978-4861918469
- 『落語三昧！古典落語　名作・名演・トリヴィア集』（竹書房） 2015年12月 ISBN 978-4801905702

## CD
- 柳亭市馬落語集【其ノ一】WZCR-02001（ワザオギ）
  1. 「転宅」（20'49）2003.8.8　国立演芸場
  2. 「らくだ」（52'43）2003.8.8 お江戸日本橋亭
- 柳亭市馬落語集【其ノ二】WZCR-02002（ワザオギ）
  1. 「付き馬」(46'27）2004.10.18　お江戸日本橋亭
  2. 「花筏」（23'46）2004.3.11 名古屋・大須演芸場
- 柳亭市馬落語集【其ノ三】WZCR-02003（ワザオギ）
  1. 「厄払い」2006.1.14　座間市・ハーモニーホール座間小ホール
  2. 「掛取萬歳」2006.1.14 座間市・ハーモニーホール座間小ホール
- 柳亭市馬落語集【其ノ四】WZCR-02004（ワザオギ）
  1. 「味噌蔵」
  2. 「芋俵」
  3. 「おまけトラック〜「師匠・五代目小さんの思い出」（インタビュー）」

- 柳亭市馬名演集1 B000P0I5PC（ポニーキャニオン）
  1. 「ひなつば」2006.8.17　鈴本演芸場
  2. 「お神酒徳利」2007.2.10　池袋演芸場
- 柳亭市馬名演集2 B000P0I5PM（ポニーキャニオン）
  1. 「粗忽の使者」2006.8.16　鈴本演芸場
  2. 「夢の酒」2006.8.15　鈴本演芸場
  3. 「堪忍袋」2006.8.15　鈴本演芸場
- 柳亭市馬名演集3 B000P0I5PW（ポニーキャニオン）
  1. 「高砂や」2006.11.14　鈴本演芸場
  2. 「ねずみ穴」2006.11.14　鈴本演芸場
- 柳亭市馬名演集4 B0016J82EK（ポニーキャニオン）
  1. 「青菜」
  2. 「寝床」
- 柳亭市馬名演集5 B0016J82EU（ポニーキャニオン）
  1. 「お化け長屋」
  2. 「松曳き」
  3. 「七段目」

## 出演作品

### 映画
- 『深海獣レイゴー』
- 『二つ目物語』（2022年、林家しん平監督、クロスロード）- 富丸家龍楽 役

### テレビ
- 「金曜バラエティー」（NHK）
- プレミアムドラマ「人生、成り行き 天才落語家・立川談志 ここにあり」（2013年8月11日・8月18日、NHK BSプレミアム） 柳家小さん役
- 人生、歌がある「三橋美智也が築いた昭和歌謡黄金時代」（2014年11月26日、BS朝日）- 歌手としての出演[12]
- 「相棒」　season16　第14話 （2018年1月31日、テレビ朝日）
- 日本歌手協会歌謡祭
- 笑点（2022年3月20日、日本テレビ） - 六代目 三遊亭円楽の代役

### ウェブテレビ
- 第二回ABEMA寄席（2020年5月24日、abema tv）[13]
- 寄席の灯を消すな ～師匠と弟子の人情噺～（abema news・ANN、2022年9月）

## 弟子

### 真打
- 六代目玉屋柳勢
- 柳亭燕三
- 八代目柳亭小燕枝
- 四代目松柳亭鶴枝

### 二ツ目
- 柳亭市寿 - 師匠柳家三壽の死に伴い移籍
- 柳亭市若
- 柳亭市次郎
- 柳亭市好
- 柳亭市松

### 前座
- 柳亭市遼
- 柳亭市助
- 柳亭市悟

廃業
- 柳亭市丸

### 一門色物
- 寒空はだか